# Ollans
Ollans est une commune française située dans le département du Doubs, la région culturelle et historique de Franche-Comté et la région administrative Bourgogne-Franche-Comté.

## Géographie
Ollans se trouve dans le département du Doubs, à la limite de la Haute-Saône, dans le canton de Marchaux et à 30 km au nord-est de Besançon.
La D 486 la relie à Besançon (Les Marnières) - Thise - Marchaux - Chaudefontaine et Rougemont.
Le premier cadastre de la commune d’Ollans date de 1807, la superficie totale est de 231 ha, dont 30 ha de forêts.
Situées en bordure de l’Ognon, sensiblement au milieu de deux grands méandres, les maisons d’Ollans s’étalent sur le flanc d’une colline qui descend vers la rivière. La mairie se trouve à 241 m d’altitude, alors que le point culminant de la commune se trouve au sud-est sur la limite avec Cendrey à 297 m.

### Climat
Pour des articles plus généraux, voir Climat de la Bourgogne-Franche-Comté et Climat du Doubs.
En 2010, le climat de la commune est de type climat de montagne, selon une étude du Centre national de la recherche scientifique s'appuyant sur une série de données couvrant la période 1971-2000. En 2020, Météo-France publie une typologie des climats de la France métropolitaine dans laquelle la commune est exposée à un climat semi-continental et est dans une zone de transition entre les régions climatiques « Lorraine, plateau de Langres, Morvan » et « Jura ». 
Pour la période 1971-2000, la température annuelle moyenne est de 10,5 °C, avec une amplitude thermique annuelle de 17,5 °C. Le cumul annuel moyen de précipitations est de 1 137 mm, avec 13,5 jours de précipitations en janvier et 10 jours en juillet. Pour la période 1991-2020, la température moyenne annuelle observée sur la station météorologique de Météo-France la plus proche, « Pouligney », sur la commune de Pouligney-Lusans à 10 km à vol d'oiseau, est de 10,9 °C et le cumul annuel moyen de précipitations est de 1 214,6 mm. 
La température maximale relevée sur cette station est de 40 °C, atteinte le 25 juillet 2019 ; la température minimale est de −23 °C, atteinte le 20 décembre 2009,,. 
Les paramètres climatiques de la commune ont été estimés pour le milieu du siècle (2041-2070) selon différents scénarios d'émission de gaz à effet de serre à partir des nouvelles projections climatiques de référence DRIAS-2020. Ils sont consultables sur un site dédié publié par Météo-France en novembre 2022.

## Urbanisme

### Typologie
Au 1er janvier 2024, Ollans est catégorisée commune rurale à habitat dispersé, selon la nouvelle grille communale de densité à 7 niveaux définie par l'Insee en 2022.
Elle est située hors unité urbaine et hors attraction des villes,.

### Occupation des sols
L'occupation des sols de la commune, telle qu'elle ressort de la base de données européenne d’occupation biophysique des sols Corine Land Cover (CLC), est marquée par l'importance des territoires agricoles (81,8 % en 2018), en diminution par rapport à 1990 (99,4 %). La répartition détaillée en 2018 est la suivante : 
terres arables (42,3 %), zones agricoles hétérogènes (20 %), prairies (19,6 %), forêts (12,5 %), zones urbanisées (5,7 %). L'évolution de l’occupation des sols de la commune et de ses infrastructures peut être observée sur les différentes représentations cartographiques du territoire : la carte de Cassini (XVIIIe siècle), la carte d'état-major (1820-1866) et les cartes ou photos aériennes de l'IGN pour la période actuelle (1950 à aujourd'hui).

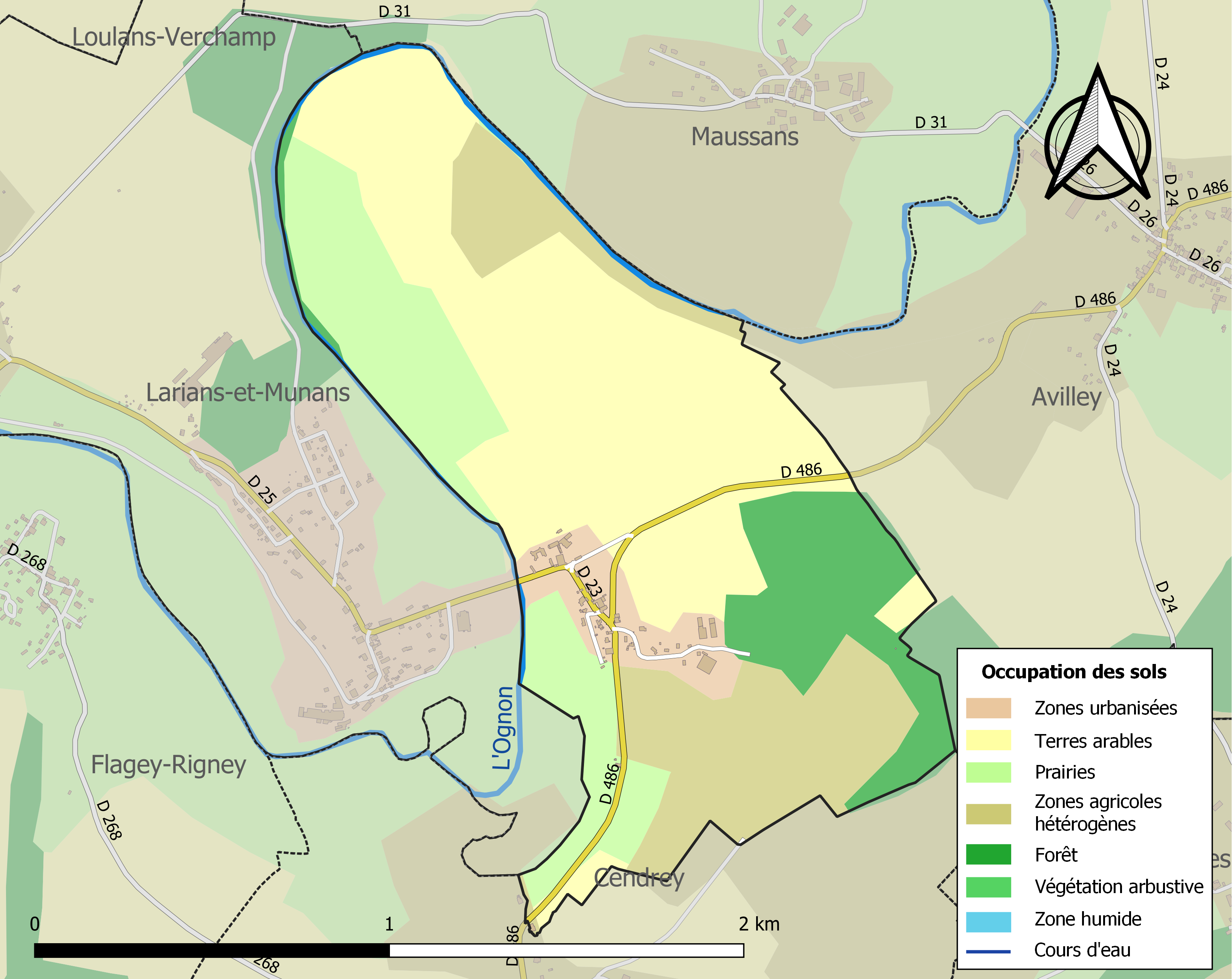
Carte des infrastructures et de l'occupation des sols de la commune en 2018 (CLC).

## Géologie
À l'intérieur de ce vaste méandre décrit par l'Ognon au nord du village, diverses pièces de silex ont été trouvées mais aucune n'est assez nette pour permettre une attribution préhistorique suffisamment précise.
Leur rareté témoigne plus en faveur d'une zone de passage que d'une implantation durable.

## Histoire
Ollans, si l’on en croit les anciens[Qui ?], viendrait du celte « ol » (courbure) et « an » (rivière) ; le nom signifierait : dans une courbure de la rivière. Durant les siècles, l’orthographe s’est modifiée : Guide de Oslans en (1218), Osllans en (1239), Oyllans en (1243), Ollans en (1259), Olans en (1421).
Ollans fait son apparition dans l’histoire en 1243 quand Étienne d’Avilley donne à l’abbaye de Saint-Vincent deux parts de la moitié des grosses et menues dîmes qu’il a à Ollans.
Le 12 mai 1259, Aimé de Faucogney, chevalier et seigneur de Villersexel, donne à l’abbaye Saint-Paul de Besançon le meix Milet à Ollans ainsi que diverses pièces de terre et des droits de pêche.
Le 25 mai 1287, il déclare tenir de l'empereur Othon IV un fief situé à Larians et à Ollans :« Je Haymes de Faucoigney, sires de Vilers (Villersexel), fais savoir à tous cex qui verront et orront ces présentes lettres : que je et mi hoir doy et doivent tenir en fief tout cou que je ay puis et doy avoir à Larriens et à Ollans et es finaiges et es apartenances des dis leux dou très haut prince et noble mon très chier seignour Othe, conte palatin de Bourgoigne et seignour de Salins et des suens, en quelques chouse que cou soit… »
En 1368, Guy de Montbozon vend à L'abbaye de Saint-Vincent de Besançon, pour 200 livres, tout ce qu'il possédait ici.
En 1407, les archives font mention d'un certain Henri de la Roche, seigneur d'Ollans.
On sait aussi que la grande abbaye bisontine de Saint-Paul a des biens et des droits à Ollans relevant de sa mairie de Cendrey.
Quant à la seigneurie acquise en 1564 par la famille d'Andelot, elle sera revendue en 1666 à Philippe-Guillaume de Belot. Ce seraient donc ses descendants qui firent construire le château actuel au milieu du XVIIIe siècle, sur l'emplacement d'une ancienne forteresse.
En 1768, Étienne Chabenat de la Malmaison, conseiller au parlement de Paris, s'empare du bâtiment et du marquisat.
Le décret d'autorité du bailliage de Besançon fait mention de l'état neuf du château.
Le marquis se serait-il ruiné en construction pour mettre en vente et sa terre et ses droits aristocratiques ? Toujours est-il que la famille de la Malmaison possède cette demeure pendant la période fort mouvementée de la Révolution à la fin de l'Empire et c'est sans doute grâce à Ange-Étienne, conseiller au parlement de Paris, que le château a pu traverser sans dommage la tourmente.
Ce notable était en relation avec le frère de Robespierre et l'y avait reçu pendant la terreur.
En 1813, le domaine fut achevé par la famille Baudot dont les chroniqueurs disent quelle l'avait plus ou moins transformé en bâtiment agricole, faisant disparaitre le mobilier Louis XV du grand salon sous la paille et le blé. Puis en 1836, il passa à la famille Derosne dont les descendants l'occupèrent jusqu'en 1976.
En 1847, le village compte 31 maisons et la population s'élève à 130 habitants (maximum 146 en 1831) qui se répartissent ainsi : 47 garçons, 21 hommes mariés, 3 veufs, 39 filles, 19 femmes mariées, et une veuve. Depuis, elle ne cessa de diminuer pour atteindre son chiffre le plus bas en 1968 avec 45 habitants. Après quelques années en légère augmentation, le dernier recensement 2024 confirme le chiffre de 45.
L'agriculture a toujours été et reste toujours l'unique activité d'Ollans. Au milieu du XIXe siècle, le territoire est divisé en 746 parcelles partagées entre 45 propriétaires, dont 7 ha de vignes. Depuis 2015, il ne reste plus qu'une exploitation agricole.
Les besoins de la population sont en partie satisfaits par des marchands ambulants. L'école, fermée en 1966, rouvrira ses portes en 1986 pour accueillir une classe du RPI Avilley-Cendrey-Larians jusqu'en 1988.
Les élèves poursuivent ensuite leurs études secondaires au collège de Rougemont.
Ollans est un village sans église ni cimetière. Seule existe une chapelle privée sous le vocable des saints Claude et Sébastien au château.
Au moment de la séparation de l'Église et de l'État, la commune d'Ollans relevait de la paroisse de Cendrey, et le conseil Municipal refusa de devenir copropriétaire des biens de fabrique ne voulant pas être complice d'un vol. Depuis un décret du Ministère de l'intérieur de 1922, Ollans n'appartenait plus à aucune paroisse jusqu'à sa réintégration en 1983.
Ollans, bien que situé aux confins du canton de Marchaux, a une position centrale et stratégique au carrefour de trois cantons et de trois communautés de communes (Communauté de Communes du Doubs Baumois, Communauté de Communes du Pays de Montbozon et du Chanois et Communauté de Communes des deux Vallées Vertes).
Commune attractivité, elle bénéficie d'une activité culturelle intense sous l'impulsion du Comité d'Action Musicales et Artistiques qui chaque année organise des concerts trimestriels dans tout le secteur.
Le comité des fêtes se charge de l'animation, prépare chaque année le repas de Noël offert aux anciens et s'occupe du fleurissement du village.

### Archéologie
À l'intérieur de ce vaste méandre décrit par l'Ognon au nord du village, diverses pièces de silex ont été trouvées mais aucune n'est assez nette pour permettre une attribution préhistorique suffisamment précise. Leur rareté témoigne plus en faveur d'une zone de passage que d'une implantation durable.
Au lieu-dit Les Pommeraies, on peut voir encore très nettement une voie antique, vraisemblablement gallo-romaine, empierrée sur une faible profondeur et sur une largeur de 4 mètres environ. Ce chemin conduisait à la très importante villa d'Avilley à quelques centaines de mètres de là.
De la période barbare, peu de trace, sinon deux sarcophages en pierre trouvés à Cendrey au XIXe siècle.

### Héraldique
| Blason de Ollans | Blason  | Écartelé : au 1er d'or à trois bandes de gueules, au 2e de sinople à la plume d'argent posée en pal et accompagnée de quatre équerres affrontées du même (deux en chef et deux renversées en pointe), au 3e de sinople à la tour d'argent ouverte et ajourée du champ et maçonnée de sable, au 4e d'or à la tierce ondée d'azur.         |
| Blason de Ollans | Détails | Les trois bandes de gueules sur fond d'or représentent le blason des De Faucogney, la plume symbolise l'écrivain Sully Prudhomme, les quatre équerres symbolisent l'architecte Marcel Boutterin, la tour symbolise le château (ancien ou nouveau) et l’onde symbolise l’Ognon. Blason adopté par délibération municipale du 29 mai 2009. |

Sur le fronton de la maison dite « du gardien », annexe du château, on peut apercevoir des armoiries datées de 1671. Elles portent les armes du capitaine Philibert François Belot de Villette, seigneur d’Ollans, Larians et Roset. Ses quatre quartiers d’ascendance et de noblesse sont écartelées ainsi :
- en 1 de Belot : d’azur à trois losanges d’or, alias d’argent, au chef d’or bastillé de trois pièces ;
- en 2 de Seyturier : d’azur à deux faux d'argent emmanchées d'or, passées en sautoir ;
- en 3 de Moustier : de gueules au chevron d'argent, accompagné de trois aigles d'or ;
- en 4 de La Roche : d'argent à trois fasces d'azur.

La couronne comtale est usurpée ! En 1716, Jean-François-Daniel Belot sera fait marquis par Louis XV. La comète qui surmonte la pierre, d’une autre facture, ne fait pas partie des armoiries. Elle pourrait avoir été ajoutée au XIXe siècle pour évoquer Balthazar Belot, de Nozeroy, écuyer, seigneur de Châteauneuf, anobli en 1531 par l’Empereur Charles Quint. C’est de lui que descendaient les Belot, seigneurs d’Ollans, et l’étoile filante pourrait rappeler celle du Roi venu d’orient adorer l’Enfant Dieu à Bethléem, son saint patron.

## Politique et administration

### Maires depuis la Révolution
- Benoit Thomas (1747-1812), élu le 2 décembre 1792 (an I de la RF)
- Claude Siruguez (1743-1816), élu en 1797
- Jean-Pierre Boutterin (1750-1807), élu en 1799
- Ange-Étienne Siruguez (1774-1858), élu en 1807
- Dominique Lanternier (1750-1814), élu en 1808
- Ange-Étienne Siruguez (1774-1858), élu en 1811
- Jacques François Grosclaude (1783-1850), élu en 1816
- Ange-Étienne Siruguez (1774-1858), élu en 1818
- Claude Louis Periard (1796-1868), élu en 1835
- Jean-Louis Charrière (1813-1860), élu en 1849
- Claude Louis Périard (1796-1868), élu en 1852
- Jean-Louis Lanternier (1805-1870), élu en 1867
- Jean-François Lanternier (1833-1911), élu en 1870
- Charles Derosne (1839-1907), élu en 1876
- Jean-François Lanternier (1833-1911), élu en 1878
- Charles Derosne (1839-1907), élu en 1900
- Jules Rodrigues (?), élu en 1907
- Jean-François Lanternier (1833-1911), élu en 1908
- Justin Monnet (1869-1954), élu en 1910
- Étienne Marion (1873-1947), élu en 1910
- Nicolas Vally (1849-?), élu en 1915
- Étienne Marion (1873-1947), élu en 1917
- Justin Monnet (1869-1954), élu en 1947
- Léon Deforet (1906-1957), élu en 1948
- Albert Urlacher (1916-1978), élu en 1957
- Armand Thomas (1912-1985), élu en 1959
- François Roy de Lachaise (1945), élu en 1983
- Michel Lab (1958), élu en 2008

| Période                                  | Période  | Identité                 | Étiquette | Qualité |
| ---------------------------------------- | -------- | ------------------------ | --------- | ------- |
| 1917                                     | 1947     | Étienne Marion           |           |         |
| 1947                                     | 1948     | Justin Monnet            |           |         |
| 1948                                     | 1957     | Léon Deforet             |           |         |
| 1957                                     | 1959     | Albert Urlacher          |           |         |
| 1959                                     | 1983     | Armand Thomas            |           |         |
| 1983                                     | 2008     | François Roy de Lachaise |           |         |
| mars 2008                                | En cours | Michel Lab               |           |         |
| Les données manquantes sont à compléter. |          |                          |           |         |

### Maires décédés en exercice
- Jean-Pierre Boutterin le 2 septembre 1807
- Jean-Louis Lanternier le 30 mai 1870
- Charles Derosne le 24 février 1907
- Étienne Marion le 18 septembre 1947
- Léon Defroret le 14 juillet 1957.

## Démographie
L'évolution du nombre d'habitants est connue à travers les recensements de la population effectués dans la commune depuis 1793. Pour les communes de moins de 10 000 habitants, une enquête de recensement portant sur toute la population est réalisée tous les cinq ans, les populations de référence des années intermédiaires étant quant à elles estimées par interpolation ou extrapolation. Pour la commune, le premier recensement exhaustif entrant dans le cadre du nouveau dispositif a été réalisé en 2008.

En 2022, la commune comptait 40 habitants, en évolution de +5,26 % par rapport à 2016 (Doubs : +1,88 %, France hors Mayotte : +2,11 %).
| 1793 | 1800 | 1806 | 1821 | 1831 | 1836 | 1841 | 1846 | 1851 |
| ---- | ---- | ---- | ---- | ---- | ---- | ---- | ---- | ---- |
| 104  | 95   | 93   | 110  | 146  | 135  | 133  | 130  | 120  |

| 1856 | 1861 | 1866 | 1872 | 1876 | 1881 | 1886 | 1891 | 1896 |
| ---- | ---- | ---- | ---- | ---- | ---- | ---- | ---- | ---- |
| 102  | 121  | 101  | 106  | 94   | 90   | 78   | 84   | 95   |

| 1901 | 1906 | 1911 | 1921 | 1926 | 1931 | 1936 | 1946 | 1954 |
| ---- | ---- | ---- | ---- | ---- | ---- | ---- | ---- | ---- |
| 84   | 95   | 114  | 98   | 85   | 77   | 99   | 77   | 60   |

| 1962 | 1968 | 1975 | 1982 | 1990 | 1999 | 2006 | 2008 | 2013 |
| ---- | ---- | ---- | ---- | ---- | ---- | ---- | ---- | ---- |
| 51   | 45   | 55   | 52   | 53   | 54   | 45   | 42   | 41   |

| 2018 | 2022 | - | - | - | - | - | - | - |
| ---- | ---- | - | - | - | - | - | - | - |
| 39   | 40   | - | - | - | - | - | - | - |

1657 : 41 -
1688 : 39 -
1790 : 113 -
1826 : 122 -
1831 : 146 -
1851 : 120 -
1876 : 94 -
1901 : 84 -
1954 : 60 -
1968 : 45 -
1975 : 55 -
1982 : 52 -
1990 : 53 -
1999 : 54 -
2011 : 45.

## Lieux et monuments
- Le château d'Ollans : Situé au bord de l’Ognon à la limite de la Haute-Saône, le château date du début du XVIIIe siècle. Les quelques points de référence connus sont :
  - un plan à l’aquarelle du château, jardins et dépendances de 1756 qui représente l’ensemble avec des jardins à la française, composés de parterres de broderies, de bosquets aux formes les plus diverses, de plantations rectilignes, de berceaux de charmille;
  - le texte de vente du domaine en 1768. Il fait mention de l’état neuf du château « nouvellement bâti, bien logeable, commode ». Il souligne le caractère agréable du site « avec de beaux jardins potagers, parterres, bosquets, allées couverte, bordé dans toute sa longueur par la rivière qui flue le long d’une terrasse revêtue, ainsi que l’importance des dépendances qui comptaient alors un réservoir, cour, basse cour, grande et petite écurie, remise, hangars, serre d’orangers, grange, hébergeage spacieux, cuverie, cave, greniers à linge et à blé, logement de domestiques dans la basse cour, étables de toute espèce, grand et très bon colombier ; le tout renfermé dans un enclos qui contient au moins vingt-cinq journaux ». La première trace du château sur un hypothétique château féodal daterait de 1235. Le seul élément de départ pour la construction serait la tour située au bord de l’Ognon qui date du XVe siècle. Elle servait comme passage d’octroi pour la traversée de la rivière. Longtemps attribuée comme maison du gardien ou du jardinier, elle a été remaniée en 1891. Elle abritait l’atelier de photographie du propriétaire Charles Derosne. Inscrit à l'ISMH.
- Les statues de Diane et Apollon : Situées côté nord du château, ces deux statues représentent la déesse Diane et le dieu Apollon ; elles sont l’œuvre du sculpteur Jean-Baptiste Bouchardon de Chaumont. Datant des années 1740, elles furent vendues moyennant 700 livres au marquis d’Ormenan, propriétaire du château de Loulans. À la mort de celui-ci en 1748, le seigneur Guillaume de Belot s’en porta acquéreur et les amena à Ollans pour agrémenter ses jardins nouvellement aménagés.

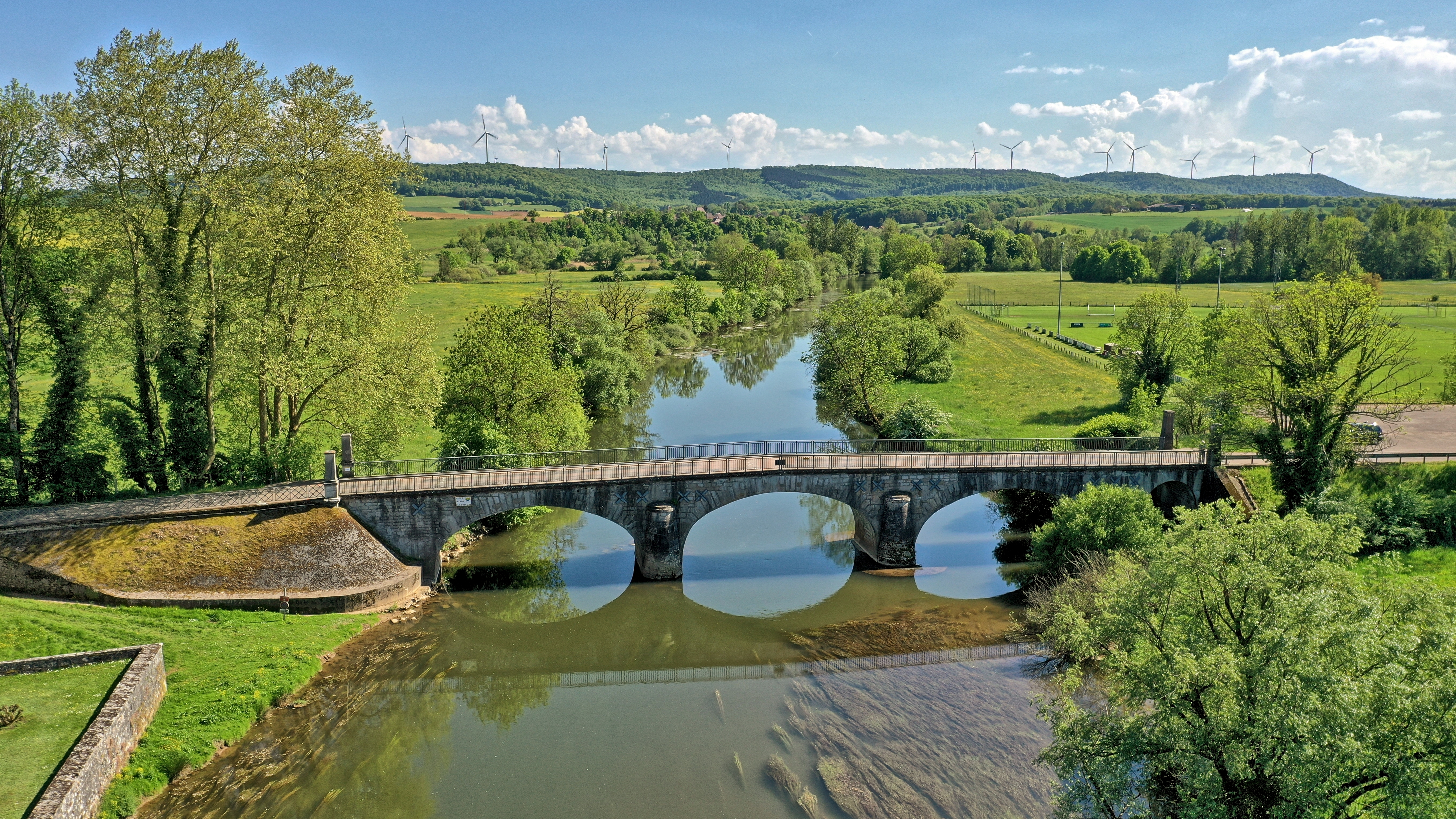
Le pont sur l'Ognon.

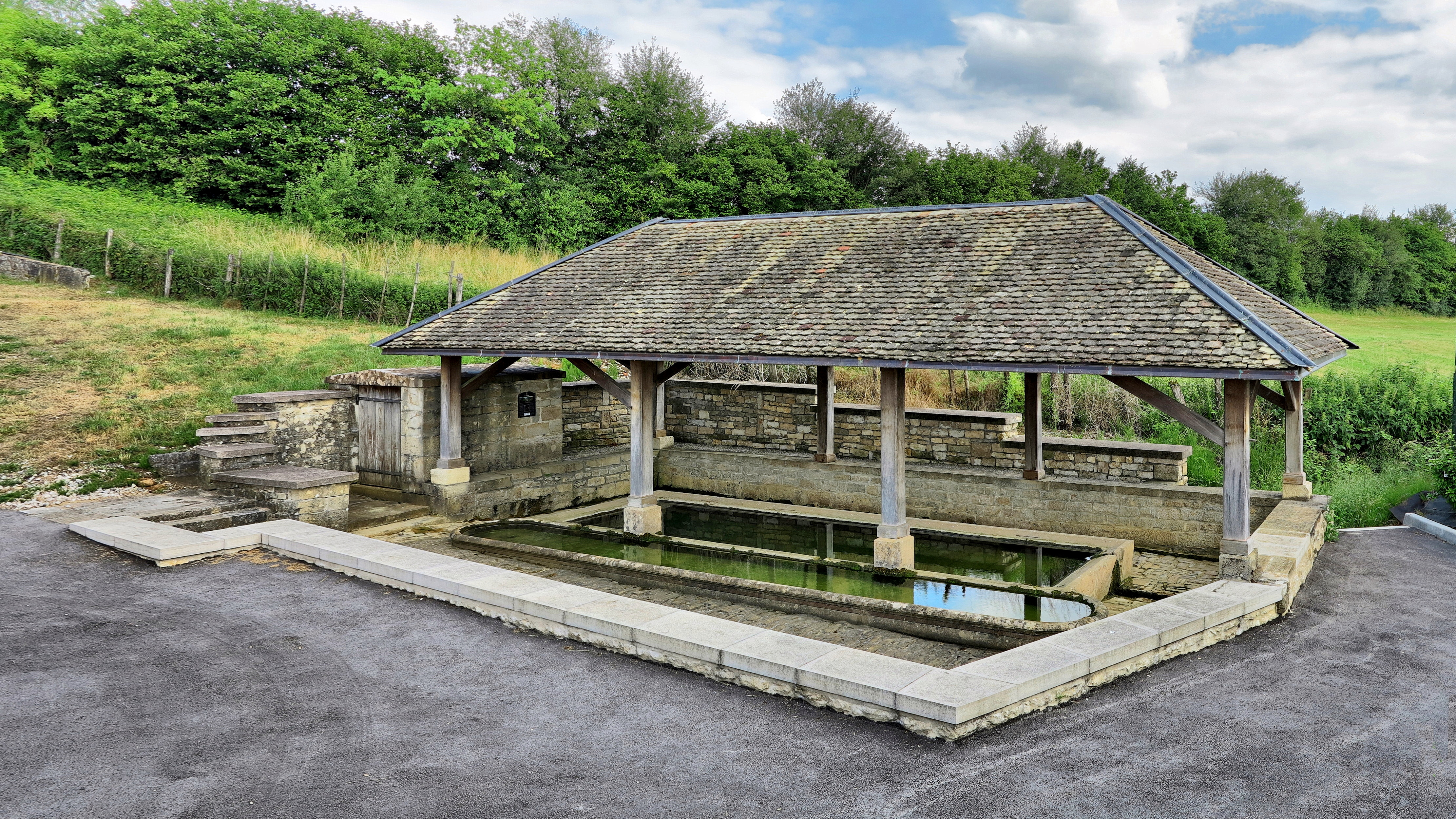
La fontaine-lavoir-abreuvoir.

- Le moulin de Gemigney : Il est situé à limite de la commune de Cendrey. Les premiers écrits connus du moulin datent de 1425, lorsque le seigneur Jean d'Ollans acquis par échange la parcelle où se trouvait un étang. Il construit ce moulin au bord de la Beune, petite rivière affluente de l'Ognon, pour agrémenter les lieux et subvenir aux besoins des habitants pour la fabrication de la farine. L'ensemble a été amélioré en 1883 par Charles Derosne pour en faire une gentilhommière d'architecture remarquable avec sa tour de style italien, puis par son gendre Étienne Marion qui l'a transformée en appartement et en fromagerie. Le bâtiment est sur la commune d'Ollans, le jardin, anciennement étang, sur la commune de Cendrey.
- Le pont sur l'Ognon : La construction commença en 1856 et dura plus de dix ans. C'est Justin Derosne qui prit la décision d'édifier un pont reliant ainsi les deux rives de l’Ognon et les deux villages d’Ollans et de Larians.
- La fontaine publique date de 1834 et la maison commune-école construite par l'architecte Maximilien Painchaux de 1837.
- Le monument aux Morts - calvaire : Nous sommes au carrefour des départementales 23 et 23E. Dans les années 35/40, fut érigée une croix de rogations par le maire de l'époque Étienne Marion aidé de Marius Vuillemenot puis restaurée dans les années 1950 par Pierre Bas et Charles Gayon. Chaque année, au mois de mai, quatre matinées étaient consacrées aux rogations. Les villageois en procession allaient de croix en croix prier pour les fruits de la terre. Le premier matin à 6 h était consacré aux foins, le second aux moissons, le troisième aux vignes et le quatrième au bétail. À Ollans, cette coutume s'arrêta à la fin des années soixante. En 1983 sur proposition du maire François de Lachaise, le conseil municipal accepta de faire de ce calvaire un monument aux morts en y inscrivant le nom des soldats ollanais victimes des guerres de 14/18 et 39/45 ; rares sont les monuments civils surmontés d'une croix. Il a en plus parrain et marraines : mesdames Germaine Carles de Larians, fille de Léon Thiébaut, et Gilberte Bas d'Ollans, sœur de Charles Vuillemenot et monsieur Paul Déforet représentant ainsi la famille Roy. Depuis, régulièrement sont organisées devant lui les cérémonies nationales. Quatre jeunes hommes sont tombés durant la première guerre, un lors de la seconde. Il s'agit de :
  - Joseph Ernest Roy, né à Ollans le 13 juin 1887 et marié à Jeanne Vuillemot native de Paris. Ils avaient quatre enfants dont des jumeaux nés le 21 novembre 1916 qui n'ont jamais connu leur père tué le 1er août 1916 dans la Somme. Il avait 29 ans. Il était adjudant au 32e régiment d'Infanterie.
  - Séraphin Roy, né à Ollans le 19 février 1889 tombé en Meurthe-et-Moselle le 26 mars 1915. Il avait 26 ans. Il était clairon au 71e régiment de Chasseur à pied.
  - Louis Auguste Roy, né à Ollans le 4 février 1893 et décédé le 15 juin 1915 à l'hôpital de Compiègne des suites de ses graves blessures. Il avait 22 ans. Il était sergent au 35e régiment d'Infanterie. Ces trois frères étaient issus d'une famille de sept enfants.
  - Léon François Jean Thiebaut, né le 16 juillet 1884 à Orchamps-Venne et marié à Augustine Lamidez ; le travail l'avait amené à Ollans en tant que voiturier au château. Il fut mobilisé au 47e régiment d'artillerie en tant que 2e canonnier conducteur de la 26e batterie et fut tué par un éclat d'obus à Monastir en Serbie le 23 novembre 1916 à 15 h 30 ; il avait 32 ans et fut enterré sur place.
  - Charles Théophile Louis Vuillemenot, né à Ollans le 23 janvier 1913 et marié à Jeanne Francine Voisard il est décédé sur le front à Lambersart dans le Nord le 31 mai 1940 à l'âge de 27 ans. Il était sergent-chef dans les tirailleurs marocains.

## Personnalités liées à la commune
- Marcel Boutterin (Ollans 28 mai 1842 - Besançon 25 mai 1915) : Dernier né d'une famille paysanne de sept enfants. Il fut architecte. Élève et lauréat de l’École des Beaux-Arts de Besançon. Il a suivi l’enseignement des maîtres Alphonse Delacroix et Alfred Ducat. Auteur à Besançon des plans du Grand Hôtel des Bains et de l’établissement thermal. En 1872 il est chargé des affaires du diocèse et des Monuments Historiques du Doubs. Il se consacre à une importante clientèle privée et à l’enseignement de son art à l’école de dessin durant 42 ans. Il reçoit en 1914 la Grande médaille de l’association provinciale des architectes français. C'est le père du Prix de Rome Maurice Boutterin.
- Charles Derosne (Besançon 8 octobre 1839 - Ollans 24 février 1907) : Propriétaire exploitant du domaine d’Ollans. Maître de forges à Larians. Président d’associations locales (photographie et apiculture), il publia en 1882 le traité de photographie pour tous et en 1891 un traité d’apiculture mobiliste. Il effectua divers travaux sur les ferments alcooliques et des études sur le chauffage des églises, des ateliers et des maisons privées.
- René François Armand Prudhomme, dit Sully Prudhomme (Paris 16 mars 1839 - Châtenay-Malabry 6 septembre 1907) : Poète et philosophe. Élu à l'Académie française le 8 décembre 1881. Il reçoit le premier prix Nobel de littérature le 10 décembre 1901. Grand officier de la Légion d’honneur. Officier des Palmes Académiques. Il séjourna de nombreuses fois au château avant d’acheter une maison à Larians en 1889. En 1887, il dédicaça le rucher avec un quatrain à la gloire des abeilles. Son recueil de poèmes « le Bonheur » fut écrit en 1888 au château d’Ollans. Le premier timbre français honorant Sully Prudhomme a été émis les 15 et 16 septembre 2007 avec mention « premier jour » à Paris et à Ollans (Doubs, lieu de villégiature du poète), sans mention « premier jour » à Chatenay-Malabry
- Victor Jeanneney (Besançon 9 avril 1832 - Vesoul 22 décembre 1885) : Il fut l'élève à Besançon du peintre Joseph-Ferdinand Lancrenon, puis de Charles Gleyre à Paris. Il enseigna à Besançon au cours d'art industriel, puis fut professeur de dessin au lycée de Vesoul. Il exposa au Salon de Paris de 1855 à 1867. Citons en particulier : Alaise - Bords du Lison et le Château d'Ollans (1859); Le Val de la Louvière (1867). Victor Jeanneney exposa aussi aux Amis des arts à Besançon : La Citadelle de Besançon, Les Sœurs hospitalières, La Pâquerette (1862), Vieux quai d’Arènes le soir (1880). Son tableau La Rive droite du Doubs (1865), avant la construction du quai de Strasbourg, se trouve au musée de Besançon. Il est le fondateur du musée de Vesoul et de l’école de dessins de Vesoul en 1882. Il résida au 11 rue des Granges à Besançon.